# Heteralonia mydasiformis
Heteralonia mydasiformis är en tvåvingeart som först beskrevs av Mario Bezzi 1924.  Heteralonia mydasiformis ingår i släktet Heteralonia och familjen svävflugor.
Artens utbredningsområde är Kenya. Inga underarter finns listade i Catalogue of Life.